# 델타 커넥션 항공 4819편 착륙 사고
델타 커넥션 항공 4819편 착륙 사고(영어: Delta Connection Flight 4819 Crash)는 미국 미니애폴리스-세인트폴 국제공항에서 출발하여 캐나다 토론토 피어슨 국제공항에 착륙하던 중 추락하여 활주로에서 전복된 여객 항공사고다. 사고는 2025년 2월 17일의 정기 항공편 중 발생했다. 이 항공기는 델타 항공의 완전 자회사인 엔데버 항공(Endeavor Air)에서 운항하는 봄바디어 CRJ900 지역 항공기였다. 해당 항공기에는 총 80명이 탑승하고 있었으며, 76명이 승객, 4명이 승무원이었다. 모든 승객과 승무원은 생존했으나, 21명이 부상을 입은 것으로 확인되었다.

## 배경

### 항공기
사고에 연루된 항공기는 16년된 봄바디어 CRJ900으로, 주로 단거리에서 중거리 비행에 사용되는 지역 항공기였다. 본 항공기는 CRJ900LR로 개조되어 기본 모델보다 더 긴 거리를 비행할 수 있도록 개선된 기종이다. 사고기는 최대 76명의 승객을 수용할 수 있는 좌석 수를 갖추고 있었다. 2008년에 제작된 이 항공기는 제너럴 일렉트릭 CF34-8C5 터보팬 엔진 두 개가 장착 되어 있었으며, 제조일련번호는 15194, 등록 번호는 N932XJ다.
항공기는 델타 항공의 지역 항공사인 델타 커넥션(Delta Connection)의 자회사인 엔데버 항공에 의해 운항되었고, 델타 항공은 본 브랜드를 코드셰어 협정에 따라 세 개의 파트너 항공사와 함께 판매하는 지역 항공사 비행에 사용된다.
이 사고는 2025년 봄바디어 CRJ 시리즈 항공기에서 발생한 두 번째 기체 손실 사고로, 1월 말 로널드 레이건 워싱턴 내셔널 공항 근처에서 일어난 2025년 포토맥강 공중 충돌 사고에 이어 발생한 사고다.

### 승객과 승무원
이 비행기에는 총 80명이 탑승하고 있었으며, 그 중 4명은 승무원, 76명은 승객이었다. 승객 중 22명은 캐나다 국적을 가진 승객들이었다. 승무원은 기장, 부기장, 그리고 두 명의 객실 승무원으로 구성되어 있었다.
델타 항공은 조종사들이 경험이 풍부하며 겨울철 기상 조건에서 비행하는 데 익숙하다고 밝혔다. 델타 항공은 소셜 미디어에서 퍼지고 있는 잘못된 정보에 대응하기 위해, 2월 20일에 성명을 발표하였으며, 조종사들의 배경을 명확하고 두 조종사들 중 몇몇의 훈련이 잘 되지 않았다는 주장에 대해 반박했다. 두 승무원 모두 비행 경험에 대한 최소한의 연방 요구사항을 충족했으며 각자의 직책에 대한 인증을 충분히 받았다고 강조했다.
사고기의 기장은 2007년 10월, 엔데버 항공의 전신인 메사바 항공에 입사했고 2012년 메사바 항공과 피나클 항공이 합병되어 엔데버 항공이 된 이후에도 경력을 이어갔으며, 현직 기장으로 활동하면서 조종사 훈련과 비행 안전 분야에서도 활동 했다고 한다.
부기장은 2024년 1월 엔데버 항공에 입사하여 4월에 훈련을 마친 후, 항공사에서 비행을 이어왔고 엔데버 항공에 입사하기 전, 최소 1,500시간 이상의 비행 시간을 요구하는 미국의 최고 수준 조종사 인증서인 항공운송조종사(ATP) 자격증을 취득했다고 알려졌다.

### 당시 날씨
사고 당시, 겨울 폭풍이 지나간 후여서 계속해서 눈보라가 몰아치고 있었다. 바람은 서쪽에서 시속 51킬로미터(28노트)로 불고 있었으며, 돌풍은 시속 64킬로미터(35노트)에 달했다. 기온은 약 -8.6°C(16.5°F)였다.

## 사고
항공기가 2025년 2월 17일 오후 2시 13분 동부 표준시(19:13 UTC)경 토론토 피어슨 국제공항의 23번 활주로에 착륙하던 중에 사고가 발생했다. T자형 꼬리날개와 오른쪽 날개가 분리되면서 불이 붙었고, 기체는 활주로 오른쪽 옆에 뒤집힌 채, 착륙 방향과 반대 방향으로 멈춰섯다. 항공기의 한 승객은 소셜 미디어에 대피 과정과 전복된 비행기의 영상을 게시했다. 이륙 대기 중이던 다른 항공기에서 촬영된 영상에서는 사고기 4819편이 착륙하면서 땅에 충돌하고, 튕겨 오르며 오른쪽으로 구르고, 앞으로 미끄러지는 장면이 담겼다. 소방대는 기체에서 연기가 나오는 가운데 승객들이 아직 대피하고 있는 상황에서 항공기에 물을 뿌리며 진화 작업에 나섰다.
항공 안전 전문가들은 승무원과 항공기 설계가 추락 사고 승객의 상대적 안전에 중요한 역할을 했다고 말했다. 온라인에 공유된 동영상에서는 승무원들이 모든 승객을 신속하게 대피시키기 위해 노력하는 모습이 담겨있었다.
비상 대응 당국은 사고에서 21명이 부상을 입었다고 보고했다. 부상자들은 허리 염좌, 머리 절개 상처, 그리고 항공 연료 증기를 흡입한 것으로 인한 메스꺼움을 겪고 있었다. 그들 중 어린이 1인과 60대 성인 남성, 40대 성인 여성은 중상을 입었다. 부상자 중 3명은 구급차를 이용해 병원으로 이송되었다. 델타 항공에 따르면, 부상당한 21명의 승객은 모두 4일 안에 병원에서 퇴원했으며, 마지막 퇴원자는 2월 20일에 있었다 밝혔다.

## 사고 이후
토론토 피어슨 국제공항은 사고 발생 후 오후 5시(동부 표준시)까지 모든 이륙과 착륙을 중단했으며, 이후 공항은 다시 운항을 재개했다. 몬트리올 트뤼도 국제공항, 오타와 맥도널드 카르티에 국제공항, 존 C. 먼로 해밀턴 국제공항 및 다른 인근 공항들은 사고 후 피어슨 국제공항의 운영 일시 중단에 착륙하지 못한 항공기들을 수용했다. 델타 항공은 항공기에 탑승한 각 승객에게 30,000달러의 보상금을 제공했으며, 이 보상 제안에는 조건 없이 이루어졌다. 본 조치는 승객들의 향후 법적 권리 주장에 영향을 미치지 않는다고 덧붙였다.

## 사진
- 불에 탄 항공기 동체 옆에 있는 소방차들
- 충돌 당시 분리된 꼬리날개와 오른쪽 날개
- 뒤집힌 동체의 모습

## 조사
캐나다 교통 안전위원회(TSB)는 사고 조사를 위해 20명 이상의 조사관을 파견했다. 조사를 지원하기 위해, 캐나다 교통부, 미국 연방 교통안전위원회(NTSB), 미국 연방항공청(FAA), 엔데버 항공, 델타 항공, 그리고 항공기 제조사인 미쓰비시 항공기 주식회사에서도 대표들이 파견되었다. 2월 18일, 조사관들은 조종석 음성 기록기와 비행 데이터 기록기(일명 "블랙박스")를 회수하여 추가 분석을 위해 캐나다 교통 안전위원회(TSB)의 실험실로 보냈다고 밝혔다. 사고 조사를 위해 공항의 두 개의 활주로를 폐쇄되어, 조사관들의 잔해와 활주로를 조사를 실시 할 수 있도록 했다.

## 관련 문서
- 에어프랑스 358편 활주로 이탈 사고 - 이전에 토론토 피어슨 공항에서 발생한 선체 손실 사고.
- 중화항공 642편 추락 사고, 페덱스 익스프레스 80편 불시착 사고 - 착륙 중에 뒤집혀 거꾸로 추락한 사고.